# 辽宁广播电视台新闻广播
辽宁广播电视台新闻广播是辽宁广播电视台曾经的一个广播频率，是东北第一家专业新闻广播。2012年辽宁广播电视台与沈阳广播电视台实现“战略合作”，此频率停播。
另外，辽宁广播电视台综合广播曾用呼号“辽宁人民广播电台新闻广播”。

## 主要栏目
- 全省新闻联播
- 新闻大视野
- 民声
- 新广新闻
- 直播世界
- 大家将给大家听
- 环球媒体浏览
- 新闻淘宝
- 辽宁新闻（与辽宁卫视同步播出）
- 记者姐妹花
- 新闻茶语
- 今晚有点甜

## 播出频率
- 沈阳：FM88.8
- 鞍山：FM99.5
- 建昌大黑山：FM105.5